# マーサー郡 (ノースダコタ州)
マーサー郡（英: Mercer County）は、アメリカ合衆国ノースダコタ州の中央部西に位置する郡である。2010年国勢調査での人口は8,424人であり、2000年の8,644人から2.5％減少した。郡庁所在地はスタントン市（人口366人）であり、同郡で人口最大の自治体はビューラー市（人口3,121人）である。

## 歴史
マーサー郡は1874年から1875年にダコタ準州議会が創設し、郡名は1869年にビスマーク市の北に入植した初期牧場主ウィリアム・ヘンリー・ハリソン・マーサーに因んで名付けられた。郡政府は1884年8月4日に初めて組織化され、郡庁所在地はその時以来一貫してスタントンにある。

## 地理
アメリカ合衆国国勢調査局に拠れば、郡域全面積は1,112平方マイル (2,880 km2)であり、このうち陸地は1,045平方マイル (2,707 km2)、水域は67平方マイル (174 km2)で水域率は6.02％である。

### 主要高規格道路
- ノースダコタ州道31号線
- ノースダコタ州道48号線
- ノースダコタ州道49号線
- ノースダコタ州道200号線
- ノースダコタ州道1806号線

### 隣接する郡
- マクレーン郡 - 北
- オリバー郡 - 東
- モートン郡 - 南
- スターク郡 - 南西
- ダン郡 - 西

### 国立保護地域
- ナイフ川インディアン集落国立歴史史跡

## 人口動態
以下は2000年の国勢調査による人口統計データである。
| 基礎データ - 人口: 8,644人 - 世帯数: 3,346 世帯 - 家族数: 2,445 家族 - 人口密度: 3人/km2（8人/mi2） - 住居数: 4,402軒 - 住居密度: 2軒/km2（4軒/mi2） 人種別人口構成 - 白人: 96.04% - アフリカン・アメリカン: 0.05% - ネイティブ・アメリカン: 2.00% - アジア人: 0.25% - 太平洋諸島系: 0.38% - その他の人種: 0.12% - 混血: 1.16% - ヒスパニック・ラテン系: 0.37% 先祖による構成 - ドイツ系：68.9％ - ノルウェー系：8.2％ 年齢別人口構成 - 18歳未満: 29.1% - 18-24歳: 4.2% - 25-44歳: 27.5% - 45-64歳: 24.9% - 65歳以上: 14.3% - 年齢の中央値: 40歳 - 性比（女性100人あたり男性の人口） - 総人口: 101.2 - 18歳以上: 99.9 | 世帯と家族（対世帯数） - 18歳未満の子供がいる: 37.1% - 結婚・同居している夫婦: 65.2% - 未婚・離婚・死別女性が世帯主: 5.1% - 非家族世帯: 26.9% - 単身世帯: 24.8% - 65歳以上の老人1人暮らし: 11.1% - 平均構成人数 - 世帯: 2.55人 - 家族: 3.05人 収入と家計 - 収入の中央値 - 世帯: 42,269米ドル - 家族: 51,983米ドル - 性別 - 男性: 47,969米ドル - 女性: 21,667米ドル - 人口1人あたり収入: 18,256米ドル - 貧困線以下 - 対人口: 7.5% - 対家族数: 5.5% - 18歳未満: 5.2% - 65歳以上: 20.9% |

## 都市と町

### 都市
- ビューラー
- ゴールデンバレー
- ヘイズン
- ピックシティ
- スタントン - 郡庁所在地
- ザップ

注: ノースダコタ州の法人化された自治体は、その大きさに拠らず全て「市」になる